# Selamia
Selamia is een geslacht van spinnen uit de familie mierenjagers (Zodariidae).

## Soorten
Het geslacht kent de volgende soorten:
- Selamia numidica Jocqué & Bosmans, 2001
- Selamia reticulata (Simon, 1870)
- Selamia tribulosa (Simon, 1909)